# Piotr (Mansurow)
Piotr, imię świeckie Piotr Grigorjewicz Mansurow (ur. 6 września 1954 w Krakowcu) – rosyjski biskup prawosławny.

## Życiorys
Urodził się w rodzinie wojskowego. W 1971 ukończył szkołę średnią, w latach 1972–1974 odbywał zasadniczą służbę wojskową. W 1981 ukończył studia na kierunku biologia na Uniwersytecie Moskiewskim. W 1990 obronił dysertację kandydacką z dziedziny wirusologii. W 1978 ożenił się; jego żona zmarła w 1988. Ze związku tego w 1979 urodził się syn Grigorij.
8 listopada 1995 został wyświęcony na diakona, zaś 26 listopada tego samego roku – na kapłana. Służył w monasterze św. Mikołaja w Bolszekułaczju, następnie od 1996 do 2012 w cerkwi Narodzenia Pańskiego i św. Sergiusza z Radoneża w Omsku. Równocześnie był kapelanem w hospicjum w Omsku i domu dziecka nr 1 w tym samym mieście, wykładał w szkole duchownej w Omsku teologię dogmatyczną i apologetykę. W 2008 otrzymał godność protoprezbitera. W 2009 ukończył seminarium duchowne w Tobolsku. 4 stycznia 2012 złożył wieczyste śluby mnisze w monasterze św. Mikołaja w Bolszekułaczju.
6 czerwca 2012 Święty Synod Rosyjskiego Kościoła Prawosławnego nominował go na biskupa kałaczińskiego i muromcewskiego, pierwszego ordynariusza nowo powstałej eparchii. W związku z tą decyzją 17 czerwca 2012 został podniesiony do godności archimandryty. Jego chirotonia biskupia odbyła się 12 lipca tego samego roku w cerkwi Świętych Piotra i Pawła w Moskwie-Lefortowie z udziałem konsekratorów: patriarchy moskiewskiego i całej Rusi Cyryla, metropolitów sarańskiego i mordowskiego Warsonofiusz, omskiego i tawriczeskiego Włodzimierza, biskupów sołniecznogorskiego Sergiusza i woskriesieńskiego Sawy.
W grudniu 2023 r. Święty Synod Rosyjskiego Kościoła Prawosławnego nominował go na metropolitę orenburskiego i saraktaszyńskiego, ordynariusza tejże eparchii i równocześnie zwierzchnika metropolii orenburskiej. 3 stycznia 2024 r. został oficjalnie podniesiony do godności metropolity. Od lutego 2024 r. jest członkiem Izby Społecznej obwodu orenburskiego.